# Az Amerikai Horror Story epizódjainak listája
Az Amerikai Horror Story egy amerikai horror-dráma sorozat, amit Ryan Murphy és Brad Falchuk készített és 2011. október 5-én debütált az FX csatornán az Egyesült Államokban. Az első évad középpontjában a Harmon család áll: Ben (Dylan McDermott), Vivien (Connie Britton) és Violet (Taissa Farmiga), akik Bostonból költöztek Los Angelesbe, miután Vivien elvetélt, Bennek pedig viszonya volt egyik diákjával. Egy felújított kúriába költöztek, annak ellenére, hogy tudták a házban az előző lakók szellemei kísértenek. Ben és Vivien megpróbálják rendezni kapcsolatukat nemcsak egymással, de depressziós lányukkal, Violettel, aki közelebbi kapcsolatba kerül apja egyik páciensével Tate-tel (Evan Peters). Constance Langdon (Jessica Lange) és Larry Harvey (Denis O'Hare) gyakran látogatják meg a családot és befolyásolják minden napjaikat.
A második évad, az előzőtől teljesen független; új helyszínek és új karakterek tűnnek majd fel, azonban néhány színész az előző évadból feltűnik benne kisebb-nagyobb szerepekben. A harmadik, negyedik és ötödik évadban is ugyanazon színészek játszották a főszerepeket. A negyedik évad után Jessica Lange kiszállt a sorozatból. Az ötödik évadban többek között Lady Gaga volt látható főszereplőként.
2024. április 24-ig az Amerikai Horror Storynak 132 epizódja került adásba az Egyesült Államokban.
A sorozatnak van egy spin-off sorozata is, az American Crime Story és júliusban debütált az American Horror Stories is, ami szintén antológia sorozat, csak nem egy évad mesél el egy történetet, hanem minden rész másról szól szólni a többi résztől függetlenül.
2021-ben a sorozat 10. évadát mutatták be, amelyet a tizenegyedik évad követett 2022-ben, majd jött a tizenkettedik évad 2023 és 2024 között, de a csatorna 2020-ban már előre berendelte a 13. évadot is, amely 2025-re várható. 

## Évados áttekintés
| Évad | Évad | Részek száma | Magyar cím        | Eredeti cím    | Eredeti sugárzás     | Eredeti sugárzás   | Eredeti adó         | Magyar sugárzás     | Magyar sugárzás     | Magyar adó |
| Évad | Évad | Részek száma | Magyar cím        | Eredeti cím    | Évadbemutató         | Évadzáró           | Eredeti adó         | Évadbemutató        | Évadzáró            | Magyar adó |
| ---- | ---- | ------------ | ----------------- | -------------- | -------------------- | ------------------ | ------------------- | ------------------- | ------------------- | ---------- |
|      | 1    | 12           | A gyilkos ház     | Murder House   | 2011. október 5.     | 2011. december 21. |                     | 2013. június 7.     | 2013. augusztus 23. |            |
|      | 2    | 13           | Zártosztály       | Asylum         | 2012. október 17.    | 2013. január 23.   | 2013. augusztus 30. | 2013. november 22.  |                     |            |
|      | 3    | 13           | Boszorkányok      | Coven          | 2013. október 9.     | 2014. január 29.   | 2014. október 10.   | 2015. január 2.     |                     |            |
|      | 4    | 13           | Rémségek cirkusza | Freak Show     | 2014. október 8.     | 2015. január 21.   | 2015. április 3.    | 2015. május 15.     |                     |            |
|      | 5    | 12           | Hotel             | Hotel          | 2015. október 7.     | 2016. január 13.   | 2016. április 29.   | 2016. június 3.     |                     |            |
|      | 6    | 10           | Roanoke           | Roanoke        | 2016. szeptember 14. | 2016. november 16. | 2017. június 9.     | 2017. augusztus 11. |                     |            |
|      | 7    | 11           | Szekta            | Cult           | 2017. szeptember 5.  | 2017. november 14. | 2018. március 6.    | 2018. május 16.     |                     |            |
|      | 8    | 10           | Apokalipszis      | Apocalypse     | 2018. szeptember 12. | 2018. november 14. | 2019. április 6.    | 2019. június 5.     |                     |            |
|      | 9    | 9            | 1984              | 1984           | 2019. szeptember 18. | 2019. november 13. | 2020. március 16.   | 2020. november 2.   |                     |            |
|      | 10   | 10           | Két történet      | Double Feature | 2021. augusztus 25.  | 2021. október 20.  | 2022. június 14     | 2022. június 14     |                     |            |
|      | 11   | 10           | New York          | New York City  | 2022. október 19.    | 2022. november 16. | 2022. november 16.  | 2023. január 18.    |                     |            |
|      | 12   | 9            |                   | Delicate       | 2023. szeptember 20. | 2024. április 24.  | 2023. november 22.  | 2024. május 29.     |                     |            |
|      | 13   | TBA          | TBA               | TBA            | 2025.                | TBA                | TBA                 | TBA                 | TBA                 |            |

## Epizódok

### Első évad – A gyilkos ház (2011)
| Sor. | Év. | Cím                                      | Rendező             | Író                         | Premier                                | Nézettség   |
| ---- | --- | ---------------------------------------- | ------------------- | --------------------------- | -------------------------------------- | ----------- |
| 1.   | 1.  | A beköltözés ("Pilot")                   | Ryan Murphy         | Ryan Murphy és Brad Falchuk | 2011. október 5. 2013. június 7.       | 3.18 millió |
| 2.   | 2.  | Megszállás ("Home Invasion")             | Alfonso Gomez-Rejon | Ryan Murphy és Brad Falchuk | 2011. október 12. 2013. június 14.     | 2.46 millió |
| 3.   | 3.  | A gyilkos ház ("Murder House")           | Bradley Buecker     | Jennifer Salt               | 2011. október 19. 2013. június 21.     | 2.58 millió |
| 4.   | 4.  | Halloween 1. rész ("Halloween (Part 1)") | David Semel         | James Wong                  | 2011. október 26. 2013. június 28.     | 2.96 millió |
| 5.   | 5.  | Halloween 2. rész ("Halloween (Part 2)") | David Semel         | Tim Minear                  | 2011. november 2. 2013. július 5.      | 2.74 millió |
| 6.   | 6.  | A disznóember ("Piggy Piggy")            | Michael Uppendahl   | Jessica Sharzer             | 2011. november 9. 2013. július 12.     | 2.83 millió |
| 7.   | 7.  | Nyitott ház ("Open House")               | Tim Hunter          | Brad Falchuk                | 2011. november 19. 2013. július 18.    | 3.06 millió |
| 8.   | 8.  | A gumiruhás férfi ("Rubber Man")         | Miguel Arteta       | Ryan Murphy                 | 2011. november 23. 2013. július 26.    | 2.81 millió |
| 9.   | 9.  | Ijesztő kislány ("Spooky Little Girl")   | John Scott          | Jennifer Salt               | 2011. november 30. 2013. augusztus 2.  | 3.85 millió |
| 10.  | 10. | Égető titkok ("Smoldering Children")     | Michael Lehman      | James Wong                  | 2011. december 7. 2013. augusztus 9.   | 2.54 millió |
| 11.  | 11. | A szülés ("Birth")                       | Alfonso Gomez-Rejon | Tim Minear                  | 2011. december 14. 2013. augusztus 16. | 2.59 millió |
| 12.  | 12. | Élet a halál után ("Afterbirth")         | Bradley Buecker     | Jessica Sharzer             | 2011. december 21. 2013. augusztus 23. | 3.22 millió |

### Második évad – Zártosztály (2012–2013)
| Sor. | Év. | Cím                                                     | Rendező             | Író             | Premier                                 | Nézettség   |
| ---- | --- | ------------------------------------------------------- | ------------------- | --------------- | --------------------------------------- | ----------- |
| 13.  | 1.  | Üdv a Briarcliff-ben ("Welcome to Briarcliff")          | Bradley Buecker     | Tim Minear      | 2012. október 17. 2013. augusztus 30.   | 3.85 millió |
| 14.  | 2.  | Csokit vagy csínyt ("Tricks and Treats")                | Bradley Buecker     | James Wong      | 2012. október 24. 2013. szeptember 6.   | 3.06 millió |
| 15.  | 3.  | A vihar ("Nor'easter")                                  | Michael Uppendahl   | Jennifer Salt   | 2012. október 31. 2013. szeptember 13.  | 2.47 millió |
| 16.  | 4.  | A nevem Anna Frank 1. rész ("I Am Anne Frank (Part 1)") | Michael Uppendahl   | Jessica Sharzer | 2012. november 7. 2013. szeptember 20.  | 2.65 millió |
| 17.  | 5.  | A nevem Anna Frank 2. rész ("I Am Anne Frank (Part 2)") | Alfonso Gomez-Rejon | Brad Falchuk    | 2012. november 14. 2013. szeptember 27. | 2.78 millió |
| 18.  | 6.  | A gonoszság eredete ("The Origins of Monstrosity")      | David Semel         | Ryan Murphy     | 2012. november 21. 2013. október 4.     | 1.89 millió |
| 19.  | 7.  | A halál angyal ("Dark Cousin")                          | David Semel         | Tim Minear      | 2012. november 28. 2013. október 11.    | 2.27 millió |
| 20.  | 8.  | Boldog karácsonyt! ("Unholy Night")                     | Michael Lehmann     | James Wong      | 2012. december 5. 2013. október 18.     | 2.36 millió |
| 21.  | 9.  | A vállfa ("The Coat Hanger")                            | Jeremy Podeswa      | Jennifer Salt   | 2012. december 12. 2013. október 25.    | 2.22 millió |
| 22.  | 10. | Ne feledd ki vagy! ("The Name Game")                    | Michael Lehmann     | Jessica Sharzer | 2013. január 2. 2013. november 1.       | 2.21 millió |
| 23.  | 11. | A legjobb anyatej ("Spilt Milk")                        | Alfonso Gomez-Rejon | Brad Falchuk    | 2013. január 9. 2013. november 8.       | 2.51 millió |
| 24.  | 12. | Folytonosság ("Continuum")                              | Craig Zisk          | Ryan Murphy     | 2013. január 16. 2013. november 15.     | 2.30 millió |
| 25.  | 13. | Az őrület vége ("Madness Ends")                         | Alfonso Gomez-Rejon | Tim Minear      | 2013. január 23. 2013. november 22.     | 2.29 millió |

### Harmadik évad – Boszorkányok (2013–2014)
| Sor. | Év. | Cím                                                                  | Rendező             | Író                         | Premier                               | Nézettség   |
| ---- | --- | -------------------------------------------------------------------- | ------------------- | --------------------------- | ------------------------------------- | ----------- |
| 26.  | 1.  | A mágia ereje ("Bitchcraft")                                         | Alfonso Gomez-Rejon | Ryan Murphy és Brad Falchuk | 2013. október 9. 2014. október 10.    | 5.54 millió |
| 27.  | 2.  | A tökéletes pasi ("Boy Parts")                                       | Michael Rymer       | Tim Minear                  | 2013. október 16. 2014. október 17.   | 4.51 millió |
| 28.  | 3.  | Elődök és utódok ("The Replacements")                                | Alfonso Gomez-Rejon | James Wong                  | 2013. október 23. 2014. október 24.   | 3.78 millió |
| 29.  | 4.  | Ijesztő csínyek ("Fearful Pranks Ensue")                             | Michael Uppendahl   | Jennifer Salt               | 2013. október 30. 2014. október 31.   | 3.71 millió |
| 30.  | 5.  | Boszorkányégetés ("Burn, Witch. Burn!")                              | Jeremy Podeswa      | Jessica Sharzer             | 2013. november 6. 2014. november 7.   | 3.80 millió |
| 31.  | 6.  | A hóhér eljövetele ("The Axeman Cometh")                             | Michael Uppendahl   | Douglas Petrie              | 2013. november 13. 2014. november 14. | 4.16 millió |
| 32.  | 7.  | Vérbosszú ("The Dead")                                               | Bradley Buecker     | Brad Falchuk                | 2013. november 20. 2014. november 21. | 4. millió   |
| 33.  | 8.  | A szentáldozat ("The Sacred Taking")                                 | Alfonso Gomez-Rejon | Ryan Murphy                 | 2013. december 4. 2014. november 28.  | 4.07 millió |
| 34.  | 9.  | A rajtaütés ("Head")                                                 | Howard Deutch       | Tim Minear                  | 2013. december 11. 2014. december 5.  | 3.97 millió |
| 35.  | 10. | A varázslatos Stevie Nicks ("The Magical Delights of Stevie Nicks ") | Alfonso Gomez-Rejon | James Wong                  | 2014. január 8. 2014. december 12.    | 3.49 millió |
| 36.  | 11. | Mindent a gyülekezetért (" Protect the Coven")                       | Bradley Buecker     | Jennifer Salt               | 2014. január 15. 2014. december 19.   | 3.46 millió |
| 37.  | 12. | Üdv a Pokolban (" Go to Hell")                                       | Alfonso Gomez-Rejon | Jessica Sharzer             | 2014. január 22. 2014. december 26.   | 3.35 millió |
| 38.  | 13. | A Hét Csoda ("Seven Wonders ")                                       | Alfonso Gomez-Rejon | Douglas Petrie              | 2014. január 29. 2015. január 2.      | 4.24 millió |

### Negyedik évad – Rémségek cirkusza (2014–2015)
| Sor. | Év. | Cím                                                      | Rendező             | Író                         | Premier                              | Nézettség   |
| --- | --- | -------------------------------------------------------- | ------------------- | --------------------------- | ------------------------------------ | ----------- |
| 39. | 1.  | A szörnyek köztünk élnek ("Monsters Among Us")           | Ryan Murphy         | Ryan Murphy és Brad Falchuk | 2014. október 8. 2015. április 3.    | 6.13 millió |
| A bevezető részben 1952-ben, Floridában járunk ahol egy bántalmazott sziámi ikerpárt kórházba szállítanak miután az anyjukat holtan találtak. Később a kétfejű testvérpárhoz Elsa Mars érkezik. Egy másik helyszínen Twisty, a torz bohóc megöl egy fiatal párt, majd egy családot és gyermeküket elrabolja. Elsa felfedi az ikerpár sötét titkát, de később beveszi őket a furcsa és torz szerzeteket összegyűjtő cirkuszába. |     |                                                          |                     |                             |                                      |             |
| 40. | 2.  | Mészárlás és matiné ("Massacres and Matiness")           | Alfonso Gomez-Rejon | Tim Minear                  | 2014. október 15. 2015. április 3.   | 4.53 millió |
| A gyilkosságok után még mindig tart a nyomozás. Eltűnik egy nyomozó is aki utoljára a cirkuszban járt. A társulathoz csatlakozik az erőember és felesége a 3 mellű nő. |     |                                                          |                     |                             |                                      |             |
| 41. | 3.  | Edward Mordrake - 1. rész ("Edward Mordrake (Part 1)")   | Michael Uppendahl   | James Wong                  | 2014. október 22. 2015. április 10.  | 4.44 millió |
| Edward Mordrake előkelő családból lett mutatványos, majd őrült. Halloween éjszakáján megölte az összes társát, ezért a cirkuszosok nem lépnek fel és nem is tartanak próbát. A történet szerint ha Halloween mégis megteszik ő megjelenik és elvisz magával egy torz előadót. Elsa ezt buta legendának tartja így készül a fellépésre, de Edward csakugyan megjelenik... |     |                                                          |                     |                             |                                      |             |
| 42. | 4.  | Edward Mordrake - 2. rész ("Edward Mordrake (Part 2)")   | Howard Deutch       | Jennifer Salt               | 2014. október 29. 2015. április 10.  | 4.51 millió |
| Edward Mordrake minden cirkuszost meglátogat, hogy hallja a legsötétebb történetüket és megkeresse azt az egyet akit elvisz magával. A gyilkos bohócnak egy "rajongója" akad, aki a társa lesz és segédkezik az örült tetteihez. |     |                                                          |                     |                             |                                      |             |
| 43. | 5.  | Rózsaszín Tündértorta ("Pink Cupcakes")                  | Michael Uppendahl   | Jessica Sharzer             | 2014. november 5. 2015. április 17.  | 4.22 millió |
| Egy morbid dolgokat kiállító múzeumnak újdonságra van szüksége, ezért Maggie beépül a cirkuszba, mint jósnő, Spencer pedig TV-s szakmában jártas embernek adja ki magát, így próbálva meg irányítani Elsa-t. A gazdag családból származó és elkényeztetett Dandy unalmában bekattan, majd a gyilkos bohócnak segédkezik. Később megöli a szolgálójukat. |     |                                                          |                     |                             |                                      |             |
| 44. | 6.  | Telitalálat ("Bullseye")                                 | Howard Deutch       | John J. Gray                | 2014. november 12. 2015. április 17. | 3.65 millió |
| Az ikrek Dandyhez kerülnek. Dot utálja, Bette viszont oda van érte. A cirkuszban úgy vélik Elsanak köze van az eltűnésükhöz. Maggie aki jövendőmondónak adja ki magát újabb áldozatot szemelt ki. Dandy elolvassa Dot naplóját amiből kiderül, hogy csak kényszerből maradnak, mert a fiú felajánlotta, hogy kifizeti a műtétet ami szétválasztaná a két lányt. Dandy ekkor kést ragad és utánuk indulna, de megjelenik Jimmy. |     |                                                          |                     |                             |                                      |             |
| 45. | 7.  | Erőpróba ("Test of Strength")                            | Anthony Hemingway   | Crystal Liu                 | 2014. november 19. 2015. április 24. | 3.91 millió |
| Jimmy elhozza az ikreket a fogságból. Megzsarolják Elsat, hogy intézzen nekik ezt-azt és ők hallgatnak arról, hogy eladta őket. Mivel Maggie nem tudta megölni egyik torz cirkuszost sem, ezért Spencer új embert keres, hogy beszerezhesse a torz alakokat gyűjtő múzeumnak a legújabb "árut". |     |                                                          |                     |                             |                                      |             |
| 46. | 8.  | Vérfürdő ("Blood Bath")                                  | Bradley Buecker     | Ryan Murphy                 | 2014. december 3. 2015. április 24.  | 3.30 millió |
| Dandy anyja pszichiáter segítséget kéri fia miatt. Gyerekként megölte kutyáját, a szomszéd kisfiú akivel együtt volt egyszer csak eltűnt, felnőttként megölte bejárónőjüket. Később a nő lánya is megjelenik. Jimmy anyja, Ethel öngyilkosságot követ el. Elsa új tagot hoz a társulathoz. Az egyik mutatványos szeret egy lányt de apja ezt nem tűri így elcsúfítja saját gyermekét. Beáll a cirkuszosokhoz és a többi nővel és bosszút tervelnek ki. |     |                                                          |                     |                             |                                      |             |
| 47. | 9.  | Edénybemutató és mészárlás ("Tupperware Party Massacre") | Loni Peristere      | Brad Falchuk                | 2014. december 10. 2015. május 1.    | 3.07 millió |
| Ethel elrejtette az ikreket Elsa elől. Később megtalálják őket Spencerrel és elviszik őket ál indokokra hivatkozva. A cirkuszból ismét eltűnik az egyik tag. Dandy újabb áldozatokat szed, majd a bejárónő lányát is megfenyegeti. Dell az erőember nem bír együtt élni tettével és öngyilkosságra készül. |     |                                                          |                     |                             |                                      |             |
| 48. | 10. | Az árva ("Orphans")                                      | Bradley Buecker     | James Wong                  | 2014. december 17. 2015. május 1.    | 2.99 millió |
| Újabb tragédia történik a társulatnál: Pepper barátja meghal. Jimmyt elviszik a rendőrök, mert Dandy rákent minden gyilkosságot. Bette és Dot pénzt ad Maggie-nek, hogy keressen ügyvédet. Elsa elmeséli, hogy került a társulathoz Pepper, majd felkeresi egyetlen rokonát és nála hagyja. Pepper nővére egy gnóm babát szül, de férjével nem bírják elviselni őket. A férfi megöli a babát és Peperre kenik az egészet, akit bezárnak a Briarcliff Elmegyógyintézetbe. |     |                                                          |                     |                             |                                      |             |
| 49. | 11. | Varázslatos gondolatok ("Magical Thinking")              | Michael Goi         | Jennifer Salt               | 2015. január 7. 2015. május 8.       | 3.11 millió |
| Spencer meggyőzi Jimmy-t, hogy adja el az egyik karját neki és a pénzből lesz ügyvédje. Spencer átverni és levágja mindkét kezét. Közben egy bűvész, Chester is bekerül a társulatba akit az ikrek megkedvelnek. Dandy kideríti Chester sötét titkát majd féltékenységből megzsarolja őt. Dell és Eve megszervezik Jimmy megszöktetését. |     |                                                          |                     |                             |                                      |             |
| 50. | 12. | Főattrakció ("Show Stoppers")                            | Loni Peristere      | Jessica Sharzer             | 2015. január 14. 2015. május 8.      | 2.93 millió |
| Maggie bevall mindent és megmutatja Elsanak az egyik szörny testét a múzeumban. Dell és Spencer is lelepleződik. Elsa felkeresi azt az embert aki műlábat készített neki miután 3 náci levágta a lábát. Megkéri hogy segítsen Jimmynek. A társulat bosszút tervez Elsa ellen, mert kiderült, hogy ő ölte meg Ethelt akk rájött hogy összejátszik Spencerrel. |     |                                                          |                     |                             |                                      |             |
| 51. | 13. | Lemegy a függöny ("Curtain Call")                        | Bradley Buecker     | John J. Gray                | 2015. január 21. 2015. május 15.     | 3.27 millió |
| Elsa eladta a cirkuszt Chesternek de zavarodott állapota miatt nem tartott sokáig a főnöksége. Ezután Dandy vette át a vezetést, aki ugráltatja és lenézi a többieket. A torzszülottek lépésre szánják el magukat. Jimmy hazatér de szörnyű dolgot kell tapasztalnia. Előre ugorva az időben Elsa Hollywoodban sikeres tv-s szereplő lett saját műsorral, de a háttérben nem minden olyan tökéletes. Régi barátja (aki falábat készített neki) elvesztése után nem maradt senkije, sőt még a bizarr múltja is utoléri. Elkeseredésében Halloweenkor műsort próbál, így megidézi Edward Mordrake-et, hogy vigye magával de nem teszi meg, inkább egy olyan helyre küldi ahol örökké együtt lehet a társulattal, ahol igazi sztár válhat belőle. Később látható, hogy Desiree-nek férje és gyerekei vannak valamint Jimmy és az ikrek együtt élnek és nekik is gyermekük születik. |     |                                                          |                     |                             |                                      |             |

### Ötödik évad – Hotel (2015–2016)
| Sor. | Év. | Cím                                                      | Rendező           | Író                         | Premier                             | Nézettség   |
| --- | --- | -------------------------------------------------------- | ----------------- | --------------------------- | ----------------------------------- | ----------- |
| 52. | 1.  | A bejelentkezés ("Checking In")                          | Ryan Murphy       | Ryan Murphy és Brad Falchuk | 2015. október 7. 2016. április 29.  | 5.81 millió |
| John Lowe detektív egy brutális gyilkosságsorozat ügyében nyomoz Los Angelesben. Az elkövető telefonhívása a Hotel Cortezbe vezeti a nyomozót. Eközben két turista bejelentkezik a szállodába, hogy aztán rájöjjenek: a kijelentkezés sokkal nehezebb lesz. |     |                                                          |                   |                             |                                     |             |
| 53. | 2.  | Létrák és csúszdák ("Chutes and Ladders")                | Bradley Buecker   | Tim Minear                  | 2015. október 14. 2016. április 29. | 4.06 millió |
| Iris elmeséli a hotel titkait Johnnak, a férfi találkozik Sallyvel is. Eközben Scarlett megtalálja Holdent, a Grófnőnek pedig új szeretője lesz. |     |                                                          |                   |                             |                                     |             |
| 54. | 3.  | Anya ("Mommy")                                           | Bradley Buecker   | James Wong                  | 2015. október 21. 2016. május 6.    | 3.20 millió |
| Johnnak váratlan látogatója akad Alex személyében. Eközben Donovan a Grófnő szeretőjébe botlik, miközben a nő azon van, hogy Will feleségül vegye – ezzel pedig a férfi pénzére is rátehesse kezét.                                                         |     |                                                          |                   |                             |                                     |             |
| 55. | 4.  | Az Ördög éjszakája ("Devil's Night")                     | Ryan Murphy       | Jennifer Salt               | 2015. október 28. 2016. május 6.    | 3.04 millió |
| John meghívást kap James bankettjére. Eközben Alex választ vár a Grófnőtől. |     |                                                          |                   |                             |                                     |             |
| 56. | 5.  | A szobaszerviz (Room Service)                            | Michael Goi       | Ned Martel                  | 2015. november 4. 2016. május 13.   | 2.87 millió |
| Liz elmondja Irisnak, hogy került a Hotelbe. John Sallyvel tölti az éjszakát, a Grófnő pedig új alkalmazottat vesz fel. |     |                                                          |                   |                             |                                     |             |
| 57. | 6.  | A 33-as szoba (Room 33)                                  | Loni Peristere    | John J. Gray                | 2015. november 11. 2016. május 13.  | 2.64 millió |
| Iris, Ramona és Donovan bosszút esküszik a Grófnő ellen. Liz találkozik élete szerelmével, John pedig nem várt behatolóra bukkan a lakásában. |     |                                                          |                   |                             |                                     |             |
| 58. | 7.  | A filmsztár (Flicker)                                    | Michael Goi       | Crystal Liu                 | 2015. november 18. 2016. május 20.  | 2.64 millió |
| 1925-ben járunk. A Grófnő megismeri első szeretőjét… és annak férjét, James-t. Eközben John megszállottan keresi a Tízparancsolatot követő gyilkost, építőmunkások pedig egy lezárt szárnyra bukkannak a Cortezben.                                         |     |                                                          |                   |                             |                                     |             |
| 59. | 8.  | A tízparancsolatos gyilkos (The Ten Commandments Killer) | Loni Peristere    | Ryan Murphy                 | 2015. december 2. 2016. május 20.   | 2.31 millió |
| John rájön, hogy ki a gyilkos és ezt megosztja korábbi társával, Hahnnal is. |     |                                                          |                   |                             |                                     |             |
| 60. | 9.  | Bosszúszomj (She Wants Revenge)                          | Michael Uppendahl | Brad Falchuk                | 2015. december 9. 2016. május 27.   | 2.14 millió |
| A Grófnő Will megölését tervezi, hogy megszerezze a pénzét. Eközben Ramona bosszút esküszik a nő ellen, akit szeretett és aki elhagyta őt. |     |                                                          |                   |                             |                                     |             |
| 61. | 10. | Bűnhődés (She Gets Revenge)                              | Bradley Buecker   | James Wong                  | 2015. december 16. 2016. május 27.  | 1.85 millió |
| Miután a Grófnő ultimátumot ad Alexnek, az Johnhoz fordul segítségért. Ezalatt Liz és Iris stílusosan távozna a Cortezből. Donovan úgy dönt, hogy meggyőzi a Grófnőt: szeresse – vagy ölje meg.                                                             |     |                                                          |                   |                             |                                     |             |
| 62. | 11. | A leszámolás (Battle Royale)                             | Michael Uppendahl | Ned Martel                  | 2016. január 6. 2016. június 3.     | 1.84 millió |
| Ramona kiszabadul a fogságból és újra találkozik a Grófnővel, aki ellen Liz és Iris merényletet kísérel meg. |     |                                                          |                   |                             |                                     |             |
| 63. | 12. | Legyen a vendégünk! (Be Our Guest)                       | Bradley Buecker   | John J. Gray                | 2016. január 13. 2016. június 3.    | 2.24 millió |
| 2022-ben járunk: John a nyilvánosság elé tárja családja történetét. |     |                                                          |                   |                             |                                     |             |

### Hatodik évad – Roanoke (2016)
| Sor. | Év. | Cím                      | Rendező               | Író                         | Premier                                | Nézettség   |
| --- | --- | ------------------------ | --------------------- | --------------------------- | -------------------------------------- | ----------- |
| 64. | 1.  | 1. fejezet (Chapter 1)   | Bradley Buecker       | Ryan Murphy és Brad Falchuk | 2016. szeptember 14. 2017. június 9.   | 5,14 millió |
| A 'Roanoke rémálom' című dokumentumfilm sorozat számára ad interjút a Miller házaspár, miközben történetüket profi színészek viszik képernyőre. A pár Los Angelesből Észak-Karolinába költözik, miután egy csapat brutálisan megtámadja őket, a sokk hatására a feleség, Shelby elveszíti kisbabáját is. Végül a költözés mellett döntenek. Észak-Karolinában egy elhagyatott, több százéves farmházra bukkannak, amit meg is vásárolnak igen alacsony áron. Miután beköltöznek, különös és erőszakos események kezdik fenyegetni a páros nyugalmát.   |     |                          |                       |                             |                                        |             |
| 65. | 2.  | 2. fejezet (Chapter 2)   | Michael Goi           | Tim Minear                  | 2016. szeptember 21. 2017. június 16.  | 3,27 millió |
| Shelby elmeséli családjának az erdőben történteket és Matt-tel együtt úgy döntenek, hogy nem menekülnek el a házból. Miután találnak egy elégetett totemet a ház közelében lévő erdőben, Matt és Shelby végre elnyeri a helyi rendőrség bizalmát és segítséget kapnak. A nyugtalanító és különös események sorozata azonban továbbra is kísérti a családot. |     |                          |                       |                             |                                        |             |
| 66. | 3.  | 3. fejezet (Chapter 3)   | Jennifer Lynch        | James Wong                  | 2016. szeptember 28. 2017. június 23.  | 3,08 millió |
| Miközben tart a Flora utáni nyomozás, Lee exférjét holtan találják. Megérkezik a helyszínre Cricket, a médium, aki azt állítja, hogy ő megtalálhatja Florát, ha fizetnek neki 25 ezer dollárt. Az interjú során Lee nem szívesen, de elmeséli évekkel ezelőtti eltűnését első kislányának. Cricket kideríti, hogy Priscilla egy, a 16. században meghalt kislány és, hogy a területet a 'Mészáros', a Roanoke-kolónia vezetője által vezetett lelkek kísértik. Otthonuk az a terület, ami jogilag jelenleg Matt és Shelby tulajdona.                   |     |                          |                       |                             |                                        |             |
| 67. | 4.  | 4. fejezet (Chapter 4)   | Marita Grabiak        | John J. Gray                | 2016. október 5. 2017. június 30.      | 2,83 millió |
| Shelby úgy gondolja, hogy Matt és Lee összeesküdnek ellene. Dr. Cunningham elmeséli a ház paranormális tevékenységeinek történetét. Elárulja, hogy az összes ember eltűnése Thomasyn White nevéhez fűződik, valamint, hogy ezen események csakis októberben ugyanazon a hatnapos holdciklus alatt történnek. Cricket összetalálkozik egy rejtélyes nővel, akiről kiderül, hogy ő a Roanoke-kolónia igazi vezetője. Megmutatja Cricket-nek, hogy valójában mi is történt az elveszett kolóniával.S                                                      |     |                          |                       |                             |                                        |             |
| 68. | 5.  | 5. fejezet (Chapter 5)   | Nelson Cragg          | Akela Cooper                | 2016. október 12. 2017. július 7.      | 2,82 millió |
| Tomasyn emberei körbeveszik a házat és készen állnak a Miller család meggyilkolására. A kolónia megtámadja a házat, s mikor már minden reménytelennek tűnik megjelenik Edward Philippe Mott, aki biztonságos helyre vezeti a családot. Ezalatt Lee-t bizonyíték hiányában szabadon engedik. |     |                          |                       |                             |                                        |             |
| 69. | 6.  | 6. fejezet (Chapter 6)   | Angela Bassett        | Ned Martel                  | 2016. október 19. 2017. július 14.     | 2,48 millió |
| A 'Roanoke rémálom' hatalmas népszerűségnek örvendett, mikor adásba került, több mint 23 millió néző követte az eseményeket. A nagy sikerből kiindulva, Sidney, a műsor készítője a sorozat második évadát tervezi elkészíteni 'Visszatérés Roanokeba: Három nap a pokolban' címmel. Most azonban a valós személyek, illetve az őket megformáló színészek együtt költöznek vissza a Roanoke-i házba, méghozzá három napig a Vérhold ideje alatt. |     |                          |                       |                             |                                        |             |
| 70. | 7.  | 7. fejezet (Chapter 7)   | Elodie Keene          | Crystal Liu                 | 2016. október 26. 2017. július 21.     | 2,62 millió |
| Agnes teljesen rabjává válik a Mészáros szerepének, így megöli Sidneyt és a stáb többi tagját is. A házban tovább nő a feszültség; Matt, Shelby és Dominic továbbra is Shelby hűtlenségén veszekednek, Monet pedig az alkoholizmus problémájával küzd. A vitát Agnes szakítja félbe, aki megtámadja és megsebesíti Shelbyt. Lee, Audrey és Monet az erdőbe menekül, hogy segítséget kérjenek. |     |                          |                       |                             |                                        |             |
| 71. | 8.  | 8. fejezet (Chapter 8)   | Gwyneth Horder-Payton | Todd Kubrak                 | 2016. november 2. 2017. július 28.     | 2,20 millió |
| Agnes halálának láttán Dominic és Shelby kieszelnek egy tervet, hogy elmeneküljenek a Roanoke-házból. Úgy határoznak, hogy a ház alatti titkos alagúton keresztül szöknek meg, ám tervük meghiúsul, mikor a Chen család rájuk támad. Ezalatt Monet, Lee és Audrey továbbra is a Polk család fogságában van, akik folyamatosan kínozzák őket. A nőknek végül sikerül elmenekülniük, de csak Audrey és Lee jutnak vissza a Roanoke-i házba. |     |                          |                       |                             |                                        |             |
| 72. | 9.  | 9. fejezet (Chapter 9)   | Alexis Korycinski     | Tim Minear                  | 2016. november 9. 2017. augusztus 4.   | 2,43 millió |
| Sophie, Milo és Todd, a My Roanoke Nightmare három fanatikus nézője az erdőben túrázik és a Roanoke-i házat keresik. A csapat megáll annál a fánál, ahol a sorozatban megtalálták Flora ruháját, ekkor azonban egy segítségért könyörgő, vérben úszó nő tűnik fel. A három fiatal rögtön követni kezdi, hogy segítsenek neki, ám csak a nő holttestére bukkannak egy felborult autóban. A fiatalok elmennek a rendőrségre és jelentést tesznek az ügyről, később a rendőrség azonban közli velük, hogy nem találtak semmilyen holttestet a helyszínen. |     |                          |                       |                             |                                        |             |
| 73. | 10. | 10. fejezet (Chapter 10) | Bradley Buecker       | Ryan Murphy és Brad Falchuk | 2016. november 16. 2017. augusztus 11. | 2,45 millió |
| Egy csapat paranormális tevékenységeket vizsgáló szakértő a Roanoke-i házba vonulnak a Vérhold alatt, hogy filmre vegyék a ház szellemeit. Feltűnik a házban Lee, aki Flora után kutat. Lee végül rátalál Florára és a ház emeletén beszélgetni kezdenek. Flora édesanyja úgy dönt, hogy feláldozza magát, így lánya teljes életet élhet messze Roanoke-tól, miközben a lány barátja, Priscilla is biztonságban lehet Lee mellett. |     |                          |                       |                             |                                        |             |

### Hetedik évad – Szekta (2017)
| Sor. | Év. | Cím                                                         | Rendező               | Író                         | Premier                                | Nézettség   |
| --- | --- | ----------------------------------------------------------- | --------------------- | --------------------------- | -------------------------------------- | ----------- |
| 74. | 1.  | A választások éjszakája (Election Night)                    | Bradley Buecker       | Ryan Murphy és Brad Falchuk | 2017. szeptember 5. 2018. március 6.   | 3,93 millió |
| Miután Trumpot választották elnökké, Ally Mayfair-Richards-ot megrontotta minden régi fóbia, és úgy tűnik, hogy ezek életre is kelnek.                                                                     |     |                                                             |                       |                             |                                        |             |
| 75. | 2.  | Ne félj a sötéttől (Don't Be Afraid of the Dark)            | Liza Johnson          | Tim Minear                  | 2017. szeptember 12. 2018. március 13. | 2,38 millió |
| Ally, Ivy és Oz találkoznak az új szomszédokkal. Kai bejelenti, hogy jelölteti magát a városi tanácsba. Samuels nyomozó egy gyilkossági ügyben kezd vizsgálódni. Ally-t egy áramszünet tartja rettegésben. |     |                                                             |                       |                             |                                        |             |
| 76. | 3.  | Rossz szomszédi viszony (Neighbors from Hell)               | Gwyneth Horder-Payton | James Wong                  | 2017. szeptember 19. 2018. március 20. | 2,25 millió |
| A közösség Ally ellen fordul, miután lelő egy latino férfit. Otthon egyre fokozódik a feszültség Ally és Ivy között. Kai lehet Ally utolsó reménye.                                                        |     |                                                             |                       |                             |                                        |             |
| 77. | 4.  | A toborzás (11/9)                                           | Gwyneth Horder-Payton | John J. Gray                | 2017. szeptember 26. 2018. március 27. | 2,13 millió |
| Kai megpróbálja bevonni ismerőseit az általa vezetett kultuszba, amint a 2016.08.01-i események körülményei kezdenek napvilágra kerülni.                                                                   |     |                                                             |                       |                             |                                        |             |
| 78. | 5.  | Lyukak (Holes)                                              | Maggie Kiley          | Crystal Liu                 | 2017. október 3. 2018. április 3.      | 2,20 millió |
| Beverly újságírói feddhetetlensége is megkérdőjeleződik. Kai azt tervezi, hogy nyilvánosságra hozza a kultusz által elkövetett borzalmas gyilkosságot. Ally fóbiái tovább fokozódnak.                      |     |                                                             |                       |                             |                                        |             |
| 79. | 6.  | A kertvárosi merénylő (Mid-Western Assassin)                | Bradley Buecker       | Todd Kubrak                 | 2017. október 10. 2018. április 11.    | 2,15 millió |
| Ally elviszi Meadow-t Rudy-hoz abban a reményben, hogy majd ő megerősíti a kultusszal kapcsolatos értesüléseit. Eközben egy váratlan ellenfél indul Kai ellen a városi helyhatósági választásokon.         |     |                                                             |                       |                             |                                        |             |
| 80. | 7.  | A forradalmár (Valerie Solanas Died for Your Sins: Scumbag) | Rachel Goldberg       | Crystal Liu                 | 2017. október 17. 2018. április 18.    | 2,07 millió |
| Kai megpróbálja megszilárdítani hatalmát, miután megnyeri a választásokat. Egy rejtélyes nő figyelmezteti Beverly-t, Ivy-t és Wintert arra, hogy Kai hamarosan félre fogja állítani őket.                  |     |                                                             |                       |                             |                                        |             |
| 81. | 8.  | Családi kötelékek (Winter of Our Discontent)                | Barbara Brown         | Joshua Green                | 2017. október 24. 2018. április 25.    | 2,06 millió |
| Ally szembekerül Kai-jal. Eközben Winternek választania kell Kai és Beverly között, amikor egy vitatható döntést hoz.                                                                                      |     |                                                             |                       |                             |                                        |             |
| 82. | 9.  | Idd meg a frissítőt (Drink the Kool-Aid)                    | Angela Bassett        | Adam Penn                   | 2017. október 31. 2018. május 2.       | 1,48 millió |
| Kai megpróbálja letesztelni a kultusztagok hűségét. Ally bosszút forral. Oz információt kap a származásával kapcsolatosan.                                                                                 |     |                                                             |                       |                             |                                        |             |
| 83. | 10. | Nem bízhatsz senkiben (Charles (Manson) in Charge)          | Bradley Buecker       | Ryan Murphy & Brad Falchuk  | 2017. november 7. 2018. május 9.       | 1,82 millió |
| Kai-t felkeresi Charles Manson, amikor Kai elkezd mindenkit megkérdőjelezni maga körül. |     |                                                             |                       |                             |                                        |             |
| 84. | 11. | Újra naggyá tesszük (Great Again)                           | Jennifer Lynch        | Tim Minear                  | 2017. november 14. 2018. május 16.     | 1,97 millió |
| Az FBI letartóztatja Kai-t, de ő a börtönben is megtartja befolyását. Eközben Ally megpróbál továbblépni az életében, de végül úgy dönt, hogy politikai pályára lép. Az évad záró része.                   |     |                                                             |                       |                             |                                        |             |

### Nyolcadik évad – Apokalipszis (2018)
| Sor. | Év. | Cím                                                  | Rendező               | Író                         | Premier                                | Nézettség   |
| --- | --- | ---------------------------------------------------- | --------------------- | --------------------------- | -------------------------------------- | ----------- |
| 85. | 1.  | A vég (The End)                                      | Bradley Buecker       | Ryan Murphy és Brad Falchuk | 2018. szeptember 12. 2019. április 6.  | 3,08 millió |
| A nukleáris apokalipszis hajnalán egy kiválasztott emberekből álló csoport számára a külvilágtól elszigetelt és egy zsarnok matriárka irányítása alatt lévő, Hármas Helyőrség nevű bunker jelenti a túlélést. A feszültség egyre csak nő, amint a bentlakók már egyáltalán nem biztosak benne, hogy a valódi pokol a bunkeren kívül, és nem azon belül található.                           |     |                                                      |                       |                             |                                        |             |
| 86. | 2.  | Másnap (The Morning After)                           | Jennifer Lynch        | James Wong                  | 2018. szeptember 19. 2019. április 10. | 2,21 millió |
| Új lakó érkezik a Helyőrségre, és nyugtalanító híreket hoz, ami dominó-hatást indít el a vágy, az árulás és az önpusztítás által sújtott közösségben. Langdon találkozik a túlélőkkel, és kihallgatja őket. Néhány furcsa jel már most azt jelzi, hogy valami történni fog. A szerelmesek egymásra találnak, mások viszont szeretteik ellen fordulnak. A vér rejtélyes igazságokat tár fel. |     |                                                      |                       |                             |                                        |             |
| 87. | 3.  | A tiltott gyümölcs (Forbidden Fruit)                 | Loni Peristere        | Manny Coto                  | 2018. szeptember 26. 2019. április 17. | 1,95 millió |
| Miközben Ms. Mead a saját identitását keresi, Michael egyre többet tár fel a sajátjából. Coco exe ismét felbukkan. Amikor egy doboznyi almával megrakott szekér érkezik, Venable tervet sző arra, hogy egy varázslatos estét rendez a 3-as Helyőrség lakói számára. De három vendég elrontja az after partit.                                                                               |     |                                                      |                       |                             |                                        |             |
| 88. | 4.  | Lehet hogy ő a sátán? (Could It Be... Satan?)        | Sheree Folkson        | Tim Minear                  | 2018. október 3. 2019. április 24.     | 2,02 millió |
| Három évvel vagyunk az atomháború kitörése előtt, amikor is a Hármas Helyőrség helyén még a Hawthorne Kivételes Képességű Fiatalok Iskolája állt. A bentlakók olyan varázslók, akik Cordelia Goode boszorkányainak az árnyékában élnek, és akik számára egy új, nyugtalan természetű növendék, Michael Langdon testesít meg minden reményt.                                                 |     |                                                      |                       |                             |                                        |             |
| 89. | 5.  | A próbatétel (Boy Wonder)                            | Gwyneth Horder-Payton | John J. Gray                | 2018. október 10. 2019. május 1.       | 2,12 millió |
| A szörnyűséges jövő látomásától gyötört Cordelia megengedi Michaelnek, hogy próbára tegye a Hét Csodát. Egy jómódú diák is csatlakozik a boszorkányokhoz, John Henry gyanúja pedig hamar elszáll. Michael próbatételét követően egy ismerős arcot látunk viszont egy sor figyelmeztető jel társaságában.                                                                                    |     |                                                      |                       |                             |                                        |             |
| 90. | 6.  | Visszatérés a gyilkos házba (Return To Murder House) | Sarah Paulson         | John J. Gray                | 2018. október 17. 2019. május 8.       | 2,01 millió |
| Behold és Madison a Gyilkos házba indul küldetésre, amely során megkísérlik lerántani a leplet Michael Langdon múltjáról. Annak ellenére, hogy a következő boszorkány királynőről szóló látomás elég zord képet fest, még van esély arra, hogy a dolgok rendbe jöjjenek. |     |                                                      |                       |                             |                                        |             |
| 91. | 7.  | Az áruló (Traitor)                                   | Jennifer Lynch        | Adam Penn                   | 2018. október 24. 2019. május 15.      | 1,85 millió |
| A boszorkányok egy látnoki képességű barát segítségével próbálják megtalálni a köztük lévő árulókat. Cordelia egy másfajta gonosszal készül egyezséget kötni. Miután Mallory szuperképességét használja, további információt tudunk meg az elkövetkező boszorkány királynőről. A boszorkányok egyesítik erejüket, hogy pusztító üzenetet küldjenek Michaelnek.                              |     |                                                      |                       |                             |                                        |             |
| 92. | 8.  | Éljen a sátán (Sojourn)                              | Bradley Buecker       | Josh Green                  | 2018. október 31. 2019. május 22.      | 1,63 millió |
| Legmegbízhatóbb tanácsadójának halála után Michaelnek látomásai lesznek arról, hogy hol is van az ő helye a világban. Michael találkozik pokolbéli atyjának követőivel, akik segítenek megtalálni neki az utat a sorsa beteljesüléséhez. |     |                                                      |                       |                             |                                        |             |
| 93. | 9.  | A titkos társaság (Fire and Reign)                   | Jennifer Arnold       | Asha Michelle Wilson        | 2018. november 7. 2019. május 29.      | 1,65 millió |
| A társadalom aktuális helyzetéről elmélkedő Mutt és Jeff egy szebb jövő lehetősége után kutat. A boszorkányok az előzményeken felbátorodott Michael miatt kénytelenek szembenézni a legsötétebb óra eljövetelével, és nem tehetnek mást, mint hogy minden bizodalmukat egyetlen boszorkány képességeibe vetik.                                                                              |     |                                                      |                       |                             |                                        |             |
| 94. | 10. | Apokalipszis most (Apocalypse Then)                  | Bradley Buecker       | Ryan Murphy és Brad Falchuk | 2018. november 14. 2019. június 5.     | 1,83 millió |
| A boszorkányok felkészülnek a végső csatára Michael Langdonnal. Egy régről ismerős arc is feltűnik, hogy segítsen a terv megvalósításában. |     |                                                      |                       |                             |                                        |             |

### Kilencedik évad – 1984 (2019)
| Sor. | Év. | Cím                                  | Rendező               | Író                        | Premier                                | Nézettség   |
| --- | --- | ------------------------------------ | --------------------- | -------------------------- | -------------------------------------- | ----------- |
| 95. | 1.  | A tábor (Camp Redwood)               | Bradley Buecker       | Ryan Murphy & Brad Falchuk | 2019. szeptember 18. 2020. március 16. | 2,13 millió |
| 1984 nyarán járunk, amikor is öt barát elszökik Los Angelesből, hogy a Redwood táborba menjenek felügyelőnek. Hamar beleszoknak a munkába, és megtanulják, hogy a tábortűz mellett elmondott rémtörténeteknél már csak egyvalami rémisztőbb: a múlt, amely visszatér, hogy megkísértse őket. |     |                                      |                       |                            |                                        |             |
| 96. | 2.  | Mr. Csingling (Mr. Jingles)          | John J. Gray          | Tim Minear                 | 2019. szeptember 25. 2020. március 23. | 1,49 millió |
| Sötétség száll le a táborra, de úgy tűnik, a gonoszra nem vonatkozik a takarodó. |     |                                      |                       |                            |                                        |             |
| 97. | 3.  | A vérforduló (Slashdance)            | Mary Wigmore          | James Wong                 | 2019. október 2. 2020. március 30.     | 1,34 millió |
| Ha mások "bőrébe bújunk", és utánozzuk őket, az igazi drámai hatást kelt. A titkok feltárása viszont igen sok bajjal jár. |     |                                      |                       |                            |                                        |             |
| 98. | 4.  | Vérbeli gyilkosok (True Killers)     | Jennifer Lynch        | Jay Beattie                | 2019. október 9. 2020. szeptember 28.  | 1,29 millió |
| Mr. Jingles közel jár ahhoz, hogy elkapja azt a fiatalt is, akinek sikerült korábban elmenekülnie előle. Mindeközben a táborban dolgozó felügyelők együtt próbálnak elmenekülni a Redwood táborból.                                                                                          |     |                                      |                       |                            |                                        |             |
| 99. | 5.  | Hajnal (Red Dawn)                    | Gwyneth Horder-Payton | Dan Dworkin                | 2019. október 16. 2020. október 5.     | 1,09 millió |
| A szürkület közeledtével a túlélők az utolsó összecsapásra készülnek. |     |                                      |                       |                            |                                        |             |
| 100. | 6.  | 100 (Episode 100)                    | Loni Peristere        | Ryan Murphy & Brad Falchuk | 2019. október 23. 2020. október 12.    | 1,35 millió |
| A túlélők az éjszaka szörnyűségeivel a hátuk mögött próbálnak megbarátkozni döntéseik következményeivel. |     |                                      |                       |                            |                                        |             |
| 101. | 7.  | A fehér ruhás nő (The Lady in White) | Liz Friedlander       | John Gray                  | 2019. október 30. 2020. október 19.    | 1,05 millió |
| Feltárul előttünk a Redwoodi tábor történetének eddig titkos fejezete, a túlélők pedig segítenek egy magára maradt stopposon. |     |                                      |                       |                            |                                        |             |
| 102. | 8.  | Béke porcikáikra (Rest in Pieces)    | Gwyneth Horder-Payton | Adam Penn                  | 2019. november 6. 2020. október 26.    | 1,05 millió |
| Egy veszélyes trió bukkan fel, akik eltökéltek az iránt, hogy új korszakot nyissanak a Redwoodi táborban. A korábbi felügyelők kétségbeesetten próbálják megakadályozni, hogy a történelem megismételje önmagát.                                                                             |     |                                      |                       |                            |                                        |             |
| 103. | 9.  | Az utolsó lány (Final Girl)          | John J. Gray          | Crystal Liu                | 2019. november 13. 2020. november 2.   | 1,08 millió |
| A Redwoodi táborba egy olyan elveszett lélek érkezik, aki azt szeretné, ha végleg bezárnák a helyet. |     |                                      |                       |                            |                                        |             |

### Tizedik évad – Két történet (2021)
| Sor.           | Év.           | Cím                                        | Rendező                      | Író                                                      | Premier                               | Nézettség     |
| A Vörös Apály  | A Vörös Apály | A Vörös Apály                              | A Vörös Apály                | A Vörös Apály                                            | A Vörös Apály                         | A Vörös Apály |
| -------------- | ------------- | ------------------------------------------ | ---------------------------- | -------------------------------------------------------- | ------------------------------------- | ------------- |
| 104.           | 1.            | A Rettegés foka (Cape Fear)                | John J. Gray                 | Ryan Murphy és Brad Falchuk                              | 2021. augusztus 25. 2022. június 14.  | 0,93 millió   |
| 105.           | 2.            | Karó (Pale)                                | Loni Peristere               | Brad Falchuk és Ryan Murphy                              | 2021. augusztus 25. 2022. június 14.  | 0,58 millió   |
| 106.           | 3.            | Szomjúság (Thirst)                         | Loni Peristere               | Brad Falchuk                                             | 2021. szeptember 1. 2022. június 14.  | 0,70 millió   |
| 107.           | 4.            | Vérbüfé (Blood Buffet)                     | Axelle Carolyn               | Brad Falchuk                                             | 2021. szeptember 8. 2022. június 14.  | 0,61 millió   |
| 108.           | 5.            | Gázláng (Gaslight)                         | John J. Gray                 | Brad Falchuk és Manny Coto                               | 2021. szeptember 15. 2022. június 14. | 0,64 millió   |
| 109.           | 6.            | Téli gyilkosságok (Winter Kills)           | John J. Gray                 | Brad Falchuk és Manny Coto                               | 2021. szeptember 22. 2022. június 14. | 0,73 millió   |
| A Halál Völgye |               |                                            |                              |                                                          |                                       |               |
| 110.           | 7.            | Vezess a vezérhez (Take Me to Your Leader) | Max Winkler                  | Brad Falchuk, Kristen Reidel és Manny Coto               | 2021. szeptember 29. 2022. június 14. | 0,69 millió   |
| 111.           | 8.            | Belül (Inside)                             | Tessa Blake                  | Brad Falchuk, Kristen Reidel és Manny Coto               | 2021. október 6. 2022. június 14.     | 0,48 millió   |
| 112.           | 9.            | Kék hold (Blue Moon)                       | Laura Belsey és John J. Gray | Kristen Reidel, Manny Coto és Reilly Smith               | 2021. október 13. 2022. június 14.    | 0,58 millió   |
| 113.           | 10.           | A tökéletes jövő (The Future Perfect)      | Axelle Carolyn               | Brad Falchuk, Manny Coto, Kristen Reidel és Reilly Smith | 2021. október 20. 2022. június 14.    | 0,58 millió   |

### Tizenegyedik évad – New York (2022)
| Sor. | Év.  | Cím                                                    | Rendező        | Író                                      | Premier                              | Nézettség   |
| ---- | ---- | ------------------------------------------------------ | -------------- | ---------------------------------------- | ------------------------------------ | ----------- |
| 114. | 114. | Valami közeleg (Something's Coming)                    | John J. Gray   | Ryan Murphy és Brad Falchuk              | 2022. október 19. 2022. november 16. | 0,38 millió |
| 115. | 2.   | Köszönjük a szolgálatait (Thank You for Your Service)  | Max Winkler    | Ned Martel, Charlie Carver és Manny Coto | 2022. október 19. 2022. november 23. | 0,28 millió |
| 116. | 3.   | Füstjelek (Smoke Signals)                              | John J. Gray   | Brad Falchuk és Manny Coto               | 2022. október 26. 2022. november 30. | 0,38 millió |
| 117. | 4.   | Elsötétítés (Black Out)                                | Jennifer Lynch | Ned Martel és Charlie Carver             | 2022. október 26. 2022. december 7.  | 0,28 millió |
| 118. | 5.   | Balszerencse (Bad Fortune)                             | Paris Barclay  | Our Lady J és Jennifer Salt              | 2022. november 2. 2022. december 14. | 0,27 millió |
| 119. | 6.   | A test (The Body)                                      | John J. Gray   | Brad Falchuk, Manny Coto és Our Lady J   | 2022. november 2. 2022. december 21. | 0,19 millió |
| 120. | 7.   | Az őrszem (The Sentinel)                               | Paris Barclay  | Our Lady J és Manny Coto                 | 2022. november 9. 2022. december 28. | 0,27 millió |
| 121. | 8.   | Tűzsziget (Fire Island)                                | Jennifer Lynch | Ned Martel, Charlie Carver és Our Lady J | 2022. november 9. 2023. január 4.    | 0,15 millió |
| 122. | 9.   | Rekviem 1981/1987 1. rész (Requiem 1981/1987 Part One) | Our Lady J     | Our Lady J                               | 2022. november 16. 2023. január 11.  | 0,28 millió |
| 123. | 10.  | Rekviem 1981/1987 2. rész (Requiem 1981/1987 Part Two) | Jennifer Lynch | Ned Martel és Charlie Carver             | 2022. november 16. 2023. január 18.  | 0,19 millió |

### Tizenkettedik évad – Delicate (2023–2024)
| Sor. | Év. | Cím                                            | Rendező               | Író            | Premier                                 | Nézettség   |
| ---- | --- | ---------------------------------------------- | --------------------- | -------------- | --------------------------------------- | ----------- |
| 124. | 1.  | Sokszorozd meg a fájdalmad (Multiply Thy Pain) | Jessica Yu            | Halley Feiffer | 2023. szeptember 20. 2023. november 22. | 0,45 millió |
| 125. | 2.  | Altató (Rockabye)                              | Jennifer Lynch        | Halley Feiffer | 2023. szeptember 27. 2023. november 22. | 0,32 millió |
| 126. | 3.  | Amikor eltörik az ág (When the Bough Breaks)   | Jennifer Lynch        | Halley Feiffer | 2023. október 4. 2023. november 29.     | 0,37 millió |
| 127. | 4.  | Elveszett iker (Vanishing Twin)                | John J. Gray          | Halley Feiffer | 2023. október 11. 2023. december 6.     | 0,36 millió |
| 128. | 5.  | Preech (Preech)                                | John J. Gray          | Halley Feiffer | 2023. október 18. 2023. december 13.    | 0,24 millió |
| 129. | 6.  | Nyitóest (Opening Night)                       | Bradley Buecker       | Halley Feiffer | 2024. április 3. 2024. május 8.         | 0,24 millió |
| 130. | 7.  | Áve Hesztia (Ave Hestia)                       | Jennifer Lynch        | Halley Feiffer | 2024. április 10. 2024. május 15.       | 0,31 millió |
| 131. | 8.  | Hollywoodi vörös szőnyeg (Little Gold Man)     | Jennifer Lynch        | Halley Feiffer | 2024. április 17. 2024. május 22.       | 0,16 millió |
| 132. | 9.  | A Szerző (The Auteur)                          | Gwyneth Horder-Payton | Halley Feiffer | 2024. április 24. 2024. május 29.       | 0,23 millió |

### Tizenharmadik évad (2025)
| # | Cím | Rendező | Író | Premier | Nézettség |
| - | --- | ------- | --- | ------- | --------- |

## Fordítás
Ez a szócikk részben vagy egészben  a   List of American Horror Story episodes című angol Wikipédia-szócikk ezen változatának fordításán alapul.  Az eredeti cikk szerkesztőit annak laptörténete sorolja fel. Ez a jelzés csupán a megfogalmazás eredetét és a szerzői jogokat jelzi, nem szolgál a cikkben szereplő információk forrásmegjelöléseként.

## Külső hivatkozások
- "Hivatalos honlap"
- "Az American Horror Story epizódjai" az IMDb-n.
- "Az American Horror Story epizódjai" Archiválva 2020. augusztus 4-i dátummal a Wayback Machine-ben a TV.com honlapján.